# Megalomus amnistiatus
Megalomus amnistiatus is een insect uit de familie van de bruine gaasvliegen (Hemerobiidae), die tot de orde netvleugeligen (Neuroptera) behoort. 
Megalomus amnistiatus is voor het eerst wetenschappelijk beschreven door Monserrat in 1997.